# MegaRace 3
MegaRace 3 é um jogo de corrida desenvolvido pela Cryo Interactive em 2002 para PC e PlayStation 2.
É a sequência de MegaRace e MegaRace 2.